# Bapatla
Bapatla es una ciudad y  municipio situada en el distrito de Guntur en el estado de Andhra Pradesh (India). Su población es de 70777 habitantes (2011). Se encuentra a 49 km de Guntur y a 77 km de Vijayawada. 

## Demografía
Según el censo de 2011 la población de Bapatla era de 70777 habitantes, de los cuales 34385 eran hombres y 36392 eran mujeres. Bapatla tiene una tasa media de alfabetización del 80,67%, superior a la media estatal del 67,02%: la alfabetización masculina es del 85,96%, y la alfabetización femenina del 75,71%.

## Clima
| Parámetros climáticos promedio de Bapatla (1981–2010, extremes 1978–2012) | Parámetros climáticos promedio de Bapatla (1981–2010, extremes 1978–2012) | Parámetros climáticos promedio de Bapatla (1981–2010, extremes 1978–2012) | Parámetros climáticos promedio de Bapatla (1981–2010, extremes 1978–2012) | Parámetros climáticos promedio de Bapatla (1981–2010, extremes 1978–2012) | Parámetros climáticos promedio de Bapatla (1981–2010, extremes 1978–2012) | Parámetros climáticos promedio de Bapatla (1981–2010, extremes 1978–2012) | Parámetros climáticos promedio de Bapatla (1981–2010, extremes 1978–2012) | Parámetros climáticos promedio de Bapatla (1981–2010, extremes 1978–2012) | Parámetros climáticos promedio de Bapatla (1981–2010, extremes 1978–2012) | Parámetros climáticos promedio de Bapatla (1981–2010, extremes 1978–2012) | Parámetros climáticos promedio de Bapatla (1981–2010, extremes 1978–2012) | Parámetros climáticos promedio de Bapatla (1981–2010, extremes 1978–2012) | Parámetros climáticos promedio de Bapatla (1981–2010, extremes 1978–2012) |
| Mes                                                                       | Ene.                                                                      | Feb.                                                                      | Mar.                                                                      | Abr.                                                                      | May.                                                                      | Jun.                                                                      | Jul.                                                                      | Ago.                                                                      | Sep.                                                                      | Oct.                                                                      | Nov.                                                                      | Dic.                                                                      | Anual                                                                     |
| ------------------------------------------------------------------------- | ------------------------------------------------------------------------- | ------------------------------------------------------------------------- | ------------------------------------------------------------------------- | ------------------------------------------------------------------------- | ------------------------------------------------------------------------- | ------------------------------------------------------------------------- | ------------------------------------------------------------------------- | ------------------------------------------------------------------------- | ------------------------------------------------------------------------- | ------------------------------------------------------------------------- | ------------------------------------------------------------------------- | ------------------------------------------------------------------------- | ------------------------------------------------------------------------- |
| Temp. máx. abs. (°C)                                                      | 35.0                                                                      | 35.4                                                                      | 39.3                                                                      | 43.6                                                                      | 47.4                                                                      | 47.0                                                                      | 40.8                                                                      | 41.0                                                                      | 38.7                                                                      | 36.0                                                                      | 34.9                                                                      | 33.2                                                                      | 47.4                                                                      |
| Temp. máx. media (°C)                                                     | 29.4                                                                      | 30.7                                                                      | 32.4                                                                      | 34.0                                                                      | 37.7                                                                      | 37.3                                                                      | 34.6                                                                      | 33.6                                                                      | 33.1                                                                      | 31.6                                                                      | 30.2                                                                      | 29.5                                                                      | 32.8                                                                      |
| Temp. mín. media (°C)                                                     | 17.4                                                                      | 19.2                                                                      | 22.1                                                                      | 25.6                                                                      | 27.5                                                                      | 27.1                                                                      | 25.8                                                                      | 25.3                                                                      | 25.1                                                                      | 23.8                                                                      | 20.9                                                                      | 18.2                                                                      | 23.2                                                                      |
| Temp. mín. abs. (°C)                                                      | 11.6                                                                      | 11.8                                                                      | 14.8                                                                      | 19.6                                                                      | 16.1                                                                      | 21.7                                                                      | 21.3                                                                      | 20.4                                                                      | 18.4                                                                      | 17.9                                                                      | 12.4                                                                      | 13.6                                                                      | 11.6                                                                      |
| Lluvias (mm)                                                              | 15.5                                                                      | 13.5                                                                      | 7.9                                                                       | 13.2                                                                      | 38.0                                                                      | 95.6                                                                      | 140.0                                                                     | 171.2                                                                     | 187.0                                                                     | 190.8                                                                     | 106.8                                                                     | 32.5                                                                      | 1012.0                                                                    |
| Días de lluvias (≥ 1 mm)                                                  | 0.7                                                                       | 0.6                                                                       | 0.2                                                                       | 0.6                                                                       | 1.7                                                                       | 5.5                                                                       | 8.0                                                                       | 9.3                                                                       | 9.0                                                                       | 8.8                                                                       | 4.2                                                                       | 1.4                                                                       | 49.8                                                                      |
| Humedad relativa (%)                                                      | 65                                                                        | 66                                                                        | 68                                                                        | 70                                                                        | 60                                                                        | 54                                                                        | 62                                                                        | 66                                                                        | 73                                                                        | 77                                                                        | 74                                                                        | 67                                                                        | 67                                                                        |
| Fuente: India Meteorological Department                                   |                                                                           |                                                                           |                                                                           |                                                                           |                                                                           |                                                                           |                                                                           |                                                                           |                                                                           |                                                                           |                                                                           |                                                                           |                                                                           |